# Stirlingova cena

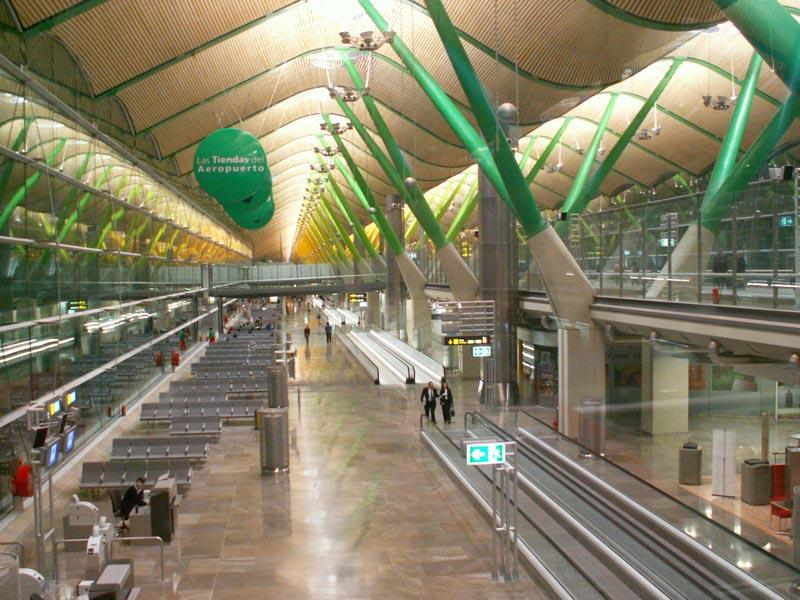
Letiště barajaského terminálu, Richard Rogers Partnership, 2006

Stirlingova cena je cena udílená Královským institutem britských architektů (Royal Institute of British Architects – RIBA) a za podpory magazínu Architect Journal.
Nazvána je na počest Sira Jamese Frazera Stirlinga, význačného britského architekta druhé poloviny 20. století.
Ideou je ocenit ty architekty, kteří v poslední době významně přispěli k tvářnosti britské architektury a jejichž realizace se tak zásadně podílí na utváření životního prostoru.
Cena byla založena roku 1996 a dnes je považována za nejprestižnější možné ocenění v rámci Spojeného království. Nominovaní musí být členy Royal Institute of British Architects, ale oceňují se stavby kdekoli v rámci Evropské unie.

## Laureáti
- 1996: Stephen Hodder – Centenary Building, University of Salford, Salford
- 1997: James Stirling, Michael Wilford – Music School, Stuttgart
- 1998: Foster and Partners – American Air Museum, Imperial War Museum, Duxford
- 1999: Future Systems – Lord's Media Centre, Londýn
- 2000: Alsop & Störmer – Peckham Library, Londýn
- 2001: Wilkinson Eyre – Magna Centre, Rotherham
- 2002: Wilkinson Eyre & Gifford – Gateshead Millennium Bridge, Gateshead
- 2003: Herzog & de Meuron – Laban, Deptford, Londýn
- 2004: Foster and Partners – 30 St Mary Axe, Londýn
- 2005: EMBT & RMJM – Budova Skotského parlamentu, Edinburgh
- 2006: Richard Rogers Partnership – Terminál 4 letiště Madrid-Barajas, Madrid
- 2007: David Chipperfield Architects – Muzeum moderní literatury, Marbach am Neckar, Německo
- 2008: Feilden Clegg Bradley Studios & Alison Brooks Architects & Maccreanor Lavington – Accordia, Cambridge
- 2009: Rogers Stirk Harbour + Partners – Maggie's Centre, Londýn
- 2010: Zaha Hadid – MAXXI – Národní muzeum moderního umění, Řím
- 2011: Zaha Hadid – Evelyn Grace Academy, Brixton
- 2012: Stanton Williams
- 2013: Witherford Watson Mann Architects
- 2014: Haworth Tompkins
- 2015: Allford Hall Monaghan Morris
- 2016: Caruso St John
- 2017: dRMM
- 2018: Foster a Partners
- 2019: Mikhail Riches společně s Cathy Hawley
- 2020: kvůli pandemii covidu-19 bylo udělení ceny odloženo na rok 2021
- 2021: Grafton Architects
- 2022: Niall McLaughlin Architects
- 2023: Mæ[1]
- 2024: Grimshaw Architects, Maynard, Equation a Atkins